# Charter-Generationen
Als Charter-Generationen werden in der Geschichtsschreibung der Vereinigten Staaten diejenigen Generationen afrikanischstämmiger Sklaven bezeichnet, die das nordamerikanische Festland insbesondere in der frühen Kolonialzeit, regional jedoch auch weit darüber hinaus bevölkert haben. Mit der Entstehung der Plantagenwirtschaft folgten solche Sklavengenerationen, deren Lebensbedingungen sich von denen der Charter-Generationen so grundlegend unterschieden, dass sie getrennt betrachtet werden müssen.
Geprägt hat den Ausdruck der amerikanische Historiker Ira Berlin, der 1998 und 2003 zwei grundlegende Monografien über die Sklaverei in den Vereinigten Staaten publiziert hat. Charakteristisch für die Charter-Generationen war, dass ihre Mitglieder nicht, wie spätere Sklavengenerationen, direkt aus Afrika importiert waren, sondern sich aus Atlantischen Kreolen rekrutierten, die afrikanische Ursprünge hatten, seit dem 15. Jahrhundert aber überall im Atlantik zu Hause waren und einen kosmopolitischen Hintergrund und eine transkulturelle Expertise besaßen, die sie für einen Arbeitseinsatz in sozial abgeschotteten Plantagen gänzlich ungeeignet gemacht hätte. Die Sklaven der Charter-Generationen waren vielmehr, ungeachtet aller Diskriminierung, weitgehend in das gesellschaftliche Leben der Kolonien integriert, nahmen die Religionen der Europäer an, heirateten, gründeten Familien, erwirtschafteten und besaßen persönliches Eigentum, trieben unabhängigen Handel, wandten sich mit Petitionen an die Gesetzgebung, riefen bei Streitigkeiten Gerichte an und gelangten durch Freilassung oder Selbstkauf oftmals in Freiheit. Sie sprachen entweder die Kreolsprache, die ihr Volk als atlantische Verkehrssprache entwickelt hatte, oder erlernten die Sprachen der Europäer und trugen meist volle Namen, d. h. Vor- und Übernamen. Einem kleinen Teil der Mitglieder dieser Generation gelangt es, freigelassen zu werden oder durch Selbstkauf freizukommen. Ehemalige Sklaven traten dann häufig dem Militär bei.
Im Vergleich zu den Plantagensklaven genossen die Sklaven der Charter-Generationen ein relativ hohes Maß an Unabhängigkeit. Verstanden werden muss dies jedoch vor dem Hintergrund, dass ihre Eigentümer meist nicht wohlhabend und infolgedessen darauf angewiesen waren, dass ihre Sklaven sich ihren Lebensbedarf – Kost, Kleidung und eventuell auch Unterkunft – durch eigene Produktions- und Austauschtätigkeit selbst erwirtschafteten. Dies war nur möglich, wenn die Halter den Sklaven ausreichend viel frei verfügbare Zeit ließen.
Den Charter-Generationen folgten mit der Entstehung der Plantagenökonomie schließlich die Plantagensklaven, ein Schritt, der in den verschiedenen Teilen des nordamerikanischen Festlandes zu sehr unterschiedlichen Zeitpunkten erfolgte. In South Carolina z. B. wurden die Charter-Generationen sehr schnell von den Plantagen-Generationen abgelöst; in Florida hingegen, wo eine Plantagenwirtschaft erst im 18. Jahrhundert entstand, prägten die Charter-Generationen die Sklaverei fast ein Jahrhundert lang.